# Zamilovaný Shakespeare
Zamilovaný Shakespeare (originální název Shakespeare in Love) je romanticko-komický film z roku 1998. Režíroval ho John Madden a scénář napsali Marc Norman a Tom Stoppard. Je z větší části smyšlený, ale několik postav je založeno na reálných lidech. Navíc několik postav a veršů odkazuje na hry Williama Shakespeara.
Zamilovaný Shakespeare získal sedm Oscarů včetně těch za nejlepší film, nejlepší herečku v hlavní roli (pro Gwyneth Paltrow) a nejlepší herečku ve vedlejší roli (pro Judi Dench). Mimo to byl nominován na dalších šest kategorií.

## Děj
Film se soustřeďuje na zakázanou lásku mezi Williamem Shakespearem (Joseph Fiennes) a Violou z Lesseps (Gwyneth Paltrow), dcerou bohatého obchodníka.
Na začátku filmu ředitel divadla Philip Henslowe (Geoffrey Rush) dluží peníze lichvářovi Hughu Fennymanovi (Tom Wilkinson). Henslowe nabídne Fennymanovi partnerství na produkci Shakespearovy nové komedie – Romeo a Ethel, pirátova dcera – se slibem, že to bude hit. Ale Shakespeare poté, co se dozví, že ho jeho milá podvádí s jeho patronem, spálí původní hru a začne psát novou. Tuto hru později přejmenuje na Romeo a Julie a přepracuje ji na tragédii.
Shakespeare trpí spisovatelským blokem a tak není schopný hru dokončit. Namísto toho hledá herce pro Romea. Nakonec je do této role obsazen chlapec Thomas Kent, který Shakespeara zaujal svým výkonem a láskou k jeho předchozím hrám. Přes nevědomost všech zaměstnanců divadla je Thomas ve skutečnosti mladá Viola z Lesseps, která si přeje hrát, ale musí se převlékat za muže, protože ženy v divadle hrát nesmějí.
Poté, co Shakespeare objeví pravou identitu svého herce, spolu navážou tajný poměr. Inspirovaný Violou začne zase psát, při čemž mu radí jeho přátelský rival Christophera Marlowa (Rupert Everett). William a Viola vědí, že jejich vztah nespěje k dobrému konci, protože Shakespeare je ženatý a Violu její otec zaslíbil lordu Wessexovi (Colin Firth).
Úředník Tilney (Simon Callow) královny Alžběty I. (Judi Dench) později zjistí, že v „Shakespearově” divadle hraje žena. Nařídí uzavřít divadlo pro porušení zákona. Už to vypadá, že se Romeo a Julie nebude moci hrát, ale majitel konkurenčního divadla Shakespearovi nabídne, aby hru hrál u něj. Shakespeare se rozhodne, že bude hrát roli Romea a roli Julie zahraje chlapec v převleku.
Hra se hraje v den Violiny svatby. Po obřadu Viola uteče do divadla. Krátce před začátkem hry se u chlapce, který měl hrát Julii, začne vinou puberty projevovat změna hlasu. Viola se s ním vymění a spolu se Shakespearem zahraje vášnivé představení.
Do divadla přijede pan Tilney a jménem královny chce zatknout všechny hrající pro nemravnost. Alžběta I. je ale v divadle přítomna a, i když rozpozná, že Julii hraje žena, zatknutí zabrání.
Nicméně Viola musí odjet se svým novým manželem do kolonie ve Virginii a se Shakespearem se už nikdy neuvidí. Shakespeare z ní udělá hlavní roli ve své nové hře Večer tříkrálový aneb Cokoli chcete a zvěční ji tak.

## Ocenění a nominace
| Rok  | Ocenění                                           | Kategorie                                                | Nominovaní | Výsledek  |
| ---- | ------------------------------------------------- | -------------------------------------------------------- | --- | --------- |
| 1998 | American Cinema Editors Awards                    | nejlepší střih                                           | David Gamble | nominace  |
| 1998 | American Comedy Awards                            | nejlepší herec ve vedlejší roli                          | Ben Affleck | nominace  |
| 1998 | American Society of Cinematographers Awards       | nejlepší kamera                                          | Richard Greatrex | nominace  |
| 1998 | Art Directors Guild Awards                        | nejlepší výprava                                         | | nominace  |
| 1998 | Awards Circuit Community Awards                   | nejlepší film                                            | | nominace  |
| 1998 | Awards Circuit Community Awards                   | nejlepší režie                                           | John Madden | nominace  |
| 1998 | Awards Circuit Community Awards                   | nejlepší původní scénář                                  | Marc Norman a Tom Stoppard | nominace  |
| 1998 | Awards Circuit Community Awards                   | nejlepší herec ve vedlejší roli                          | Geoffrey Rush | nominace  |
| 1998 | Awards Circuit Community Awards                   | nejlepší herečka v hlavní roli                           | Gwyneth Paltrow | nominace  |
| 1998 | Awards Circuit Community Awards                   | nejlepší herečka ve vedlejší roli                        | Judi Dench | vítězství |
| 1998 | Awards Circuit Community Awards                   | nejlepší obsazení                                        | | vítězství |
| 1998 | Awards Circuit Community Awards                   | nejlepší kamera                                          | Richard Greatrex | nominace  |
| 1998 | Awards Circuit Community Awards                   | nejlepší střih                                           | David Gamble | nominace  |
| 1998 | Awards Circuit Community Awards                   | nejlepší výprava                                         | Martin Childs a Jill Quertier | vítězství |
| 1998 | Awards Circuit Community Awards                   | nejlepší kostýmy                                         | Sandy Powell | vítězství |
| 1998 | Awards Circuit Community Awards                   | nejlepší zvuk                                            | | nominace  |
| 1998 | Awards Circuit Community Awards                   | nejlepší skladatel                                       | Stephen Warbeck | nominace  |
| 1998 | Awards of the Japanese Academy                    | nejlepší cizojazyčný film                                | | nominace  |
| 1998 | Blockbuster Entertainment Awards                  | nejlepší nováček                                         | Joseph Fiennes | vítězství |
| 1998 | Blockbuster Entertainment Awards                  | nejlepší herečka: komedie/romantický film                | Gwyneth Paltrow | nominace  |
| 1998 | Blockbuster Entertainment Awards                  | nejlepší herec ve vedlejší roli: komedie/romantický film | Geoffrey Rush | nominace  |
| 1998 | BMI Film & TV Awards                              | nejlepší filmová hudba                                   | Stephen Warbeck | vítězství |
| 1998 | Bodil Awards                                      | nejlepší americký film                                   | | nominace  |
| 1998 | Boston Society of Film Critics                    | nejlepší scénář                                          | Marc Norman a Tom Stoppard | nominace  |
| 1998 | Critics' Choice Movie Awards                      | nejlepší film                                            | | vítězství |
| 1998 | Critics' Choice Movie Awards                      | nejlepší původní scénář                                  | Marc Norman a Tom Stoppard | nominace  |
| 1998 | Critics' Choice Movie Awards                      | objev roku                                               | Joseph Fiennes | nominace  |
| 1998 | MTV Movie Awards                                  | nejlepší film                                            | | nominace  |
| 1998 | MTV Movie Awards                                  | nejlepší herečka                                         | Gwyneth Paltrow | nominace  |
| 1998 | MTV Movie Awards                                  | objev roku: muž                                          | Joseph Fiennes | nominace  |
| 1998 | MTV Movie Awards                                  | nejlepší polibek                                         | Joseph Fiennes a Gwyneth Paltrow | vítězství |
| 1998 | Mezinárodní filmový festival Karlovy Vary         | Český lev pro nejlepší cizojazyčný film                  | | vítězství |
| 1998 | Cena Grammy                                       | nejlepší skladatel: film                                 | Stephen Warbeck | nominace  |
| 1998 | Dallas-Fort Worth Film Critics Association Awards | nejlepší film                                            | | nominace  |
| 1998 | Empire Awards                                     | nejlepší herečka                                         | Gwyneth Paltrow | vítězství |
| 1998 | Florida Film Critics Circle Award                 | nejlepší film                                            | | vítězství |
| 1998 | Florida Film Critics Circle Award                 | nejlepší herečka                                         | Gwyneth Paltrow | vítězství |
| 1998 | Florida Film Critics Circle Award                 | nejlepší scénář                                          | Marc Norman a Tom Stoppard | vítězství |
| 1998 | Chicago Film Critics Association Awards           | nejlepší film                                            | | nominace  |
| 1998 | Chicago Film Critics Association Awards           | nejlepší scénář                                          | Marc Norman a Tom Stoppard | vítězství |
| 1998 | Chicago Film Critics Association Awards           | nejlepší herečka                                         | Gwyneth Paltrow | nominace  |
| 1998 | Chicago Film Critics Association Awards           | nejslibnější umělec                                      | Joseph Fiennes | vítězství |
| 1998 | Kansas City Film Critics Circle                   | nejlepší herečka                                         | Gwyneth Paltrow | vítězství |
| 1998 | Kansas City Film Critics Circle                   | nejlepší herečka ve vedlejší roli                        | Judi Dench | vítězství |
| 1998 | Las Vegas Film Critics Society Awards             | nejlepší herečka                                         | Gwyneth Paltrow | vítězství |
| 1998 | Las Vegas Film Critics Society Awards             | nejlepší scénář                                          | Marc Norman a Tom Stoppard | vítězství |
| 1998 | Las Vegas Film Critics Society Awards             | nejslibnější herec                                       | Joseph Fiennes | vítězství |
| 1998 | Los Angeles Film Critics Association Awards       | nejlepší scénář                                          | Marc Norman a Tom Stoppard | nominace  |
| 1998 | National Board of Review                          | nejlepších deset filmů                                   | | vítězství |
| 1998 | National Society of Film Critics Awards           | nejlepší herečka ve vedlejší roli                        | Judi Dench | vítězství |
| 1998 | National Society of Film Critics Awards           | nejlepší scénář                                          | Marc Norman a Tom Stoppard | nominace  |
| 1998 | Oscar                                             | nejlepší film                                            | David Parfitt, Donna Gigliotti, Marc Norman, Harvey Weinstein a Edward Zwick | nominace  |
| 1998 | Oscar                                             | nejlepší ženský herecký výkon v hlavní roli              | Gwyneth Paltrow | vítězství |
| 1998 | Oscar                                             | nejlepší ženský herecký výkon ve vedlejší roli           | Judi Dench | vítězství |
| 1998 | Oscar                                             | nejlepší výprava                                         | Martin Childs a Jill Quertier | vítězství |
| 1998 | Oscar                                             | nejlepší kostýmy                                         | Sandy Powell | vítězství |
| 1998 | Oscar                                             | nejlepší skladatel                                       | Stephen Warbeck | vítězství |
| 1998 | Oscar                                             | nejlepší původní scénář                                  | Marc Norman a Tom Stoppard | vítězství |
| 1998 | Oscar                                             | nejlepší režisér                                         | John Madden | nominace  |
| 1998 | Oscar                                             | nejlepší mužský herecký výkon ve vedlejší roli           | Geoffrey Rush | nominace  |
| 1998 | Oscar                                             | nejlepší kamera                                          | Richard Greatrex | nominace  |
| 1998 | Oscar                                             | nejlepší střih                                           | David Gamble | nominace  |
| 1998 | Oscar                                             | nejlepší masky                                           | Lisa Westcott a Veronica Brebner | nominace  |
| 1998 | Oscar                                             | nejlepší zvuk                                            | Robin O'Donoghue, Dominic Lester a Peter Glossop | nominace  |
| 1998 | Filmová cena Britské akademie                     | nejlepší film                                            | | vítězství |
| 1998 | Filmová cena Britské akademie                     | nejlepší ženský herecký výkon ve vedlejší roli           | Judi Dench | vítězství |
| 1998 | Filmová cena Britské akademie                     | nejlepší střih                                           | David Gamble | vítězství |
| 1998 | Filmová cena Britské akademie                     | nejlepší režie                                           | John Madden | nominace  |
| 1998 | Filmová cena Britské akademie                     | nejlepší mužský herecký výkon v hlavní roli              | Joseph Fiennes | nominace  |
| 1998 | Filmová cena Britské akademie                     | nejlepší ženský herecký výkon v hlavní roli              | Gwyneth Paltrow | nominace  |
| 1998 | Filmová cena Britské akademie                     | nejlepší mužský herecký výkon ve vedlejší roli           | Geoffrey Rush | nominace  |
| 1998 | Filmová cena Britské akademie                     | nejlepší mužský herecký výkon ve vedlejší roli           | Tom Wilkinson | nominace  |
| 1998 | Filmová cena Britské akademie                     | nejlepší kamera                                          | Richard Greatrex | nominace  |
| 1998 | Filmová cena Britské akademie                     | nejlepší původní scénář                                  | Marc Norman a Tom Stoppard | nominace  |
| 1998 | Filmová cena Britské akademie                     | nejlepší masky                                           | Lisa Westcott | nominace  |
| 1998 | Filmová cena Britské akademie                     | nejlepší zvuk                                            | Robin O'Donoghue, Dominic Lester, Peter Glossop a John Downer | nominace  |
| 1998 | Filmová cena Britské akademie                     | nejlepší skladatel                                       | Stephen Warbeck | nominace  |
| 1998 | Filmová cena Britské akademie                     | nejlepší kostýmy                                         | Sandy Powell | nominace  |
| 1998 | Filmová cena Britské akademie                     | nejlepší výprava                                         | Martin Childs | nominace  |
| 1998 | Mezinárodní filmový festival v Berlíně            | Zlatý medvěd                                             | | nominace  |
| 1998 | Mezinárodní filmový festival v Berlíně            | Stříbrný medvěd                                          | Marc Norman a Tom Stoppard | vítězství |
| 1998 | Directors Guild of America Awards                 | nejlepší režie                                           | John Madden | nominace  |
| 1998 | Zlatý glóbus                                      | nejlepší film (komedie/muzikál)                          | | vítězství |
| 1998 | Zlatý glóbus                                      | nejlepší herečka v hlavní roli (komedie/muzikál)         | Gwyneth Paltrow | vítězství |
| 1998 | Zlatý glóbus                                      | nejlepší scénář                                          | Marc Norman a Tom Stoppard | vítězství |
| 1998 | Zlatý glóbus                                      | nejlepší režisér                                         | John Madden | nominace  |
| 1998 | Zlatý glóbus                                      | nejlepší herec ve vedlejší roli                          | Geoffrey Rush | nominace  |
| 1998 | Zlatý glóbus                                      | nejlepší herečka ve vedlejší roli                        | Judi Dench | nominace  |
| 1998 | Screen Actors Guild Awards                        | nejlepší obsazení                                        | Ben Affleck, Simon Callow, Jim Carter, Martin Clunes, Judi Dench, Joseph Fiennes, Colin Firth, Gwyneth Paltrow, Geoffrey Rush, Antony Sher, Imelda Staunton, Tom Wilkinson a Mark Williams | vítězství |
| 1998 | Screen Actors Guild Awards                        | nejlepší herec v hlavní roli                             | Joseph Fiennes | nominace  |
| 1998 | Screen Actors Guild Awards                        | nejlepší herečka v hlavní roli                           | Gwyneth Paltrow | vítězství |
| 1998 | Screen Actors Guild Awards                        | nejlepší herec ve vedlejší roli                          | Geoffrey Rush | nominace  |
| 1998 | Screen Actors Guild Awards                        | nejlepší herečka ve vedlejší roli                        | Judi Dench | nominace  |
| 1998 | Writers Guild of America Awards                   | nejlepší původní scénář                                  | Marc Norman a Tom Stoppard | vítězství |
| 1998 | New York Film Critics Circle Awards               | nejlepší scénář                                          | Marc Norman a Tom Stoppard | vítězství |